# جاك إنغرام (ممثل)
جاك إنغرام (بالإنجليزية: Jack Ingram)‏ هو ممثل أمريكي، ولد في 15 نوفمبر 1902 في إلينوي في الولايات المتحدة، وتوفي في 20 فبراير 1969 في كانوغا بارك ‏ في الولايات المتحدة بسبب نوبة قلبية.

## وصلات خارجية
- جاك إنغرام على موقع IMDb (الإنجليزية)
- جاك إنغرام على موقع قاعدة بيانات الفيلم (الإنجليزية)